# Gran Premio motociclistico di Francia 2020
Il Gran Premio motociclistico di Francia 2020 è stato la decima prova su quindici del motomondiale 2020 ed è stato disputato l'11 ottobre sul circuito Bugatti. Le vittorie nelle cinque gare delle quattro classi sono andate rispettivamente a: Danilo Petrucci in MotoGP, Sam Lowes in Moto2, Celestino Vietti in Moto3, Jordi Torres e Niki Tuuli le due gare della classe MotoE.

## MotoGP

### Arrivati al traguardo
| Pos. | Nº | Pilota            | Squadra                     | Motocicletta       | Giri | Tempo     | Griglia | Punti |
| ---- | -- | ----------------- | --------------------------- | ------------------ | ---- | --------- | ------- | ----- |
| 1º   | 9  | Danilo Petrucci   | Ducati Team                 | Ducati Desmosedici | 26   | 45'54.736 | 3º      | 25    |
| 2º   | 73 | Álex Márquez      | Repsol Honda                | Honda RC213V       | 26   | +1.273    | 18º     | 20    |
| 3º   | 44 | Pol Espargaró     | Red Bull KTM Factory Racing | KTM RC16           | 26   | +1.711    | 8º      | 16    |
| 4º   | 4  | Andrea Dovizioso  | Ducati Team                 | Ducati Desmosedici | 26   | +3.911    | 6º      | 13    |
| 5º   | 5  | Johann Zarco      | Esponsorama Racing          | Ducati Desmosedici | 26   | +4.310    | 9º      | 11    |
| 6º   | 88 | Miguel Oliveira   | Red Bull KTM Tech 3         | KTM RC16           | 26   | +4.466    | 12º     | 10    |
| 7º   | 30 | Takaaki Nakagami  | LCR Honda Idemitsu          | Honda RC213V       | 26   | +5.921    | 13º     | 9     |
| 8º   | 6  | Stefan Bradl      | Repsol Honda                | Honda RC213V       | 26   | +15.597   | 21º     | 8     |
| 9º   | 20 | Fabio Quartararo  | Petronas Yamaha SRT         | Yamaha YZR-M1      | 26   | +16.687   | 1º      | 7     |
| 10º  | 12 | Maverick Viñales  | Monster Energy Yamaha       | Yamaha YZR-M1      | 26   | +16.895   | 5º      | 6     |
| 11º  | 36 | Joan Mir          | Suzuki Ecstar               | Suzuki GSX-RR      | 26   | +16.980   | 14º     | 5     |
| 12º  | 33 | Brad Binder       | Red Bull KTM Factory Racing | KTM RC16           | 26   | +27.321   | 17º     | 4     |
| 13º  | 63 | Francesco Bagnaia | Pramac Racing               | Ducati Desmosedici | 26   | +33.351   | 7º      | 3     |
| 14º  | 41 | Aleix Espargaró   | Aprilia Racing Team Gresini | Aprilia RS-GP      | 26   | +39.176   | 15º     | 2     |
| 15º  | 27 | Iker Lecuona      | Red Bull KTM Tech 3         | KTM RC16           | 26   | +51.087   | 20º     | 1     |

### Non classificato
| Nº | Pilota    | Squadra       | Motocicletta  | Giri | Tempo     | Griglia |
| -- | --------- | ------------- | ------------- | ---- | --------- | ------- |
| 42 | Álex Rins | Suzuki Ecstar | Suzuki GSX-RR | 26   | +1:14.190 | 16º     |

### Ritirati
| Nº | Pilota            | Squadra                     | Motocicletta       | Giri | Griglia |
| -- | ----------------- | --------------------------- | ------------------ | ---- | ------- |
| 43 | Jack Miller       | Pramac Racing               | Ducati Desmosedici | 19   | 2º      |
| 21 | Franco Morbidelli | Petronas Yamaha SRT         | Yamaha YZR-M1      | 18   | 11º     |
| 35 | Cal Crutchlow     | LCR Honda Castrol           | Honda RC213V       | 17   | 4º      |
| 53 | Esteve Rabat      | Esponsorama Racing          | Ducati Desmosedici | 14   | 22º     |
| 38 | Bradley Smith     | Aprilia Racing Team Gresini | Aprilia RS-GP      | 8    | 19º     |
| 46 | Valentino Rossi   | Monster Energy Yamaha       | Yamaha YZR-M1      | 0    | 10º     |

## Moto2
Arón Canet non prende parte all'evento per infortunio.

### Arrivati al traguardo
| Pos. | Nº | Pilota                | Squadra                  | Motocicletta | Giri | Tempo     | Griglia | Punti |
| ---- | -- | --------------------- | ------------------------ | ------------ | ---- | --------- | ------- | ----- |
| 1º   | 22 | Sam Lowes             | EG 0,0 Marc VDS          | Kalex        | 25   | 41'27.648 | 2º      | 25    |
| 2º   | 87 | Remy Gardner          | Onexox TKKR SAG          | Kalex        | 25   | +3.822    | 3º      | 20    |
| 3º   | 72 | Marco Bezzecchi       | SKY Racing Team VR46     | Kalex        | 25   | +4.184    | 5º      | 16    |
| 4º   | 37 | Augusto Fernández     | EG 0,0 Marc VDS          | Kalex        | 25   | +5.884    | 14º     | 13    |
| 5º   | 12 | Thomas Lüthi          | Liqui Moly Intact GP     | Kalex        | 25   | +21.668   | 13º     | 11    |
| 6º   | 16 | Joe Roberts           | Tennor American Racing   | Kalex        | 25   | +29.197   | 1º      | 10    |
| 7º   | 21 | Fabio Di Giannantonio | Termozeta Speed Up       | Speed Up     | 25   | +32.249   | 11º     | 9     |
| 8º   | 7  | Lorenzo Baldassarri   | Flexbox HP 40            | Kalex        | 25   | +34.376   | 25º     | 8     |
| 9º   | 35 | Somkiat Chantra       | Idemitsu Honda Team Asia | Kalex        | 25   | +35.392   | 23º     | 7     |
| 10º  | 23 | Marcel Schrötter      | Liqui Moly Intact GP     | Kalex        | 25   | +35.521   | 18º     | 6     |
| 11º  | 33 | Enea Bastianini       | Italtrans Racing         | Kalex        | 25   | +37.720   | 9º      | 5     |
| 12º  | 40 | Héctor Garzó          | Flexbox HP 40            | Kalex        | 25   | +37.910   | 15º     | 4     |
| 13º  | 42 | Marcos Ramírez        | Tennor American Racing   | Kalex        | 25   | +38.423   | 16º     | 3     |
| 14º  | 62 | Stefano Manzi         | MV Agusta Forward Racing | MV Agusta F2 | 25   | +46.464   | 10º     | 2     |
| 15º  | 55 | Hafizh Syahrin        | Inde Aspar               | Speed Up     | 25   | +44.036   | 22º     | 1     |
| 16º  | 24 | Simone Corsi          | MV Agusta Forward Racing | MV Agusta F2 | 25   | +44.217   | 12º     |       |
| 17º  | 10 | Luca Marini           | SKY Racing Team VR46     | Kalex        | 25   | +59.550   | 6º      |       |
| 18º  | 19 | Lorenzo Dalla Porta   | Italtrans Racing         | Kalex        | 25   | +1:09.735 | 20º     |       |
| 19º  | 57 | Edgar Pons            | Federal Oil Gresini      | Kalex        | 25   | +1:09.751 | 24º     |       |
| 20º  | 64 | Bo Bendsneyder        | NTS RW Racing GP         | NTS          | 25   | +1:12.930 | 26º     |       |
| 21º  | 45 | Tetsuta Nagashima     | Red Bull KTM Ajo         | Kalex        | 25   | +1:14.158 | 21º     |       |
| 22º  | 74 | Piotr Biesiekirski    | NTS RW Racing GP         | NTS          | 24   | +1 giro   | 29º     |       |

### Squalificato
| Nº | Pilota                      | Squadra         | Motocicletta | Giri | Griglia |
| -- | --------------------------- | --------------- | ------------ | ---- | ------- |
| 99 | Kasma Daniel Bin Kasmayudin | Onexox TKKR SAG | Kalex        | 22   | 28º     |

### Ritirati
| Nº | Pilota             | Squadra                  | Motocicletta | Giri | Griglia |
| -- | ------------------ | ------------------------ | ------------ | ---- | ------- |
| 96 | Jake Dixon         | Petronas Sprinta Racing  | Kalex        | 20   | 8º      |
| 9  | Jorge Navarro      | Termozeta Speed Up       | Speed Up     | 18   | 17º     |
| 11 | Nicolò Bulega      | Federal Oil Gresini      | Kalex        | 15   | 19º     |
| 27 | Andi Farid Izdihar | Idemitsu Honda Team Asia | Kalex        | 5    | 27º     |
| 97 | Xavi Vierge        | Petronas Sprinta Racing  | Kalex        | 4    | 7º      |
| 88 | Jorge Martín       | Red Bull KTM Ajo         | Kalex        | 2    | 4º      |

## Moto3

### Arrivati al traguardo
| Pos. | Nº | Pilota             | Squadra                       | Motocicletta  | Giri | Tempo     | Griglia | Punti |
| ---- | -- | ------------------ | ----------------------------- | ------------- | ---- | --------- | ------- | ----- |
| 1º   | 13 | Celestino Vietti   | SKY Racing Team VR46          | KTM RC 250 GP | 22   | 37'37.384 | 10º     | 25    |
| 2º   | 14 | Tony Arbolino      | Rivacold Snipers              | Honda NSF250R | 22   | +0.142    | 6º      | 20    |
| 3º   | 75 | Albert Arenas      | Gaviota Aspar                 | KTM RC 250 GP | 22   | +0.198    | 2º      | 16    |
| 4º   | 5  | Jaume Masiá        | Leopard Racing                | Honda NSF250R | 22   | +0.336    | 1º      | 13    |
| 5º   | 16 | Andrea Migno       | SKY Racing Team VR46          | KTM RC 250 GP | 22   | +0.569    | 13º     | 11    |
| 6º   | 71 | Ayumu Sasaki       | Red Bull KTM Tech 3           | KTM RC 250 GP | 22   | +0.834    | 7º      | 10    |
| 7º   | 25 | Raúl Fernández     | Red Bull KTM Ajo              | KTM RC 250 GP | 22   | +1.361    | 9º      | 9     |
| 8º   | 2  | Gabriel Rodrigo    | Kömmerling Gresini            | Honda NSF250R | 22   | +1.625    | 5º      | 8     |
| 9º   | 79 | Ai Ogura           | Honda Team Asia               | Honda NSF250R | 22   | +15.003   | 16º     | 7     |
| 10º  | 99 | Carlos Tatay       | Reale Avintia                 | KTM RC 250 GP | 22   | +15.139   | 15º     | 6     |
| 11º  | 11 | Sergio García      | Estrella Galicia 0,0          | Honda NSF250R | 22   | +15.269   | 4º      | 5     |
| 12º  | 12 | Filip Salač        | Rivacold Snipers              | Honda NSF250R | 22   | +15.381   | 21º     | 4     |
| 13º  | 7  | Dennis Foggia      | Leopard Racing                | Honda NSF250R | 22   | +15.574   | 11º     | 3     |
| 14º  | 54 | Riccardo Rossi     | BOE Skull Rider Facile Energy | KTM RC 250 GP | 22   | +15.729   | 26º     | 2     |
| 15º  | 82 | Stefano Nepa       | Gaviota Aspar                 | KTM RC 250 GP | 22   | +17.743   | 14º     | 1     |
| 16º  | 70 | Barry Baltus       | CarXpert PrüstelGP            | KTM RC 250 GP | 22   | +18.991   | 31º     |       |
| 17º  | 50 | Jason Dupasquier   | CarXpert PrüstelGP            | KTM RC 250 GP | 22   | +19.173   | 29º     |       |
| 18º  | 6  | Ryusei Yamanaka    | Estrella Galicia 0,0          | Honda NSF250R | 22   | +25.148   | 18º     |       |
| 19º  | 89 | Khairul Idham Pawi | Petronas Sprinta Racing       | Honda NSF250R | 22   | +26.189   | 28º     |       |
| 20º  | 92 | Yuki Kunii         | Honda Team Asia               | Honda NSF250R | 22   | +26.360   | 24º     |       |
| 21º  | 73 | Maximilian Kofler  | CIP Green Power               | KTM RC 250 GP | 22   | +26.959   | 30º     |       |
| 22º  | 53 | Deniz Öncü         | Red Bull KTM Tech 3           | KTM RC 250 GP | 22   | +30.306   | 27º     |       |

### Ritirati
| Nº | Pilota            | Squadra                       | Motocicletta  | Giri | Griglia |
| -- | ----------------- | ----------------------------- | ------------- | ---- | ------- |
| 23 | Niccolò Antonelli | SIC58 Squadra Corse           | Honda NSF250R | 18   | 19º     |
| 17 | John McPhee       | Petronas Sprinta Racing       | Honda NSF250R | 17   | 3º      |
| 52 | Jeremy Alcoba     | Kömmerling Gresini            | Honda NSF250R | 17   | 25º     |
| 27 | Kaito Toba        | Red Bull KTM Ajo              | KTM RC 250 GP | 17   | 17º     |
| 40 | Darryn Binder     | CIP Green Power               | KTM RC 250 GP | 15   | 12º     |
| 9  | Davide Pizzoli    | BOE Skull Rider Facile Energy | KTM RC 250 GP | 12   | 22º     |
| 24 | Tatsuki Suzuki    | SIC58 Squadra Corse           | Honda NSF250R | 7    | 20º     |
| 55 | Romano Fenati     | Sterilgarda Max Racing Team   | Husqvarna     | 6    | 8º      |
| 21 | Alonso López      | Sterilgarda Max Racing Team   | Husqvarna     | 6    | 23º     |

## MotoE - gara 1
Tutti i piloti sono dotati dello stesso tipo di motocicletta, fornita dalla Energica Motor Company.

### Arrivati al traguardo
| Pos. | Nº | Pilota             | Squadra                    | Giri | Tempo    | Griglia | Punti |
| ---- | -- | ------------------ | -------------------------- | ---- | -------- | ------- | ----- |
| 1º   | 40 | Jordi Torres       | Pons Racing 40             | 5    | 8'43.391 | 1º      | 25    |
| 2º   | 63 | Mike Di Meglio     | EG 0,0 Marc VDS            | 5    | +0,116   | 3º      | 20    |
| 3º   | 66 | Niki Tuuli         | Avant Ajo                  | 5    | +0,557   | 10º     | 16    |
| 4º   | 16 | Joshua Hook        | OCTO Pramac                | 5    | +1,925   | 4º      | 13    |
| 5º   | 70 | Tommaso Marcon     | Tech 3 E-Racing            | 5    | +4,296   | 14º     | 11    |
| 6º   | 51 | Eric Granado       | Avintia Esponsorama Racing | 5    | +4,590   | 9º      | 10    |
| 7º   | 6  | María Herrera      | Openbank Aspar             | 5    | +6,514   | 11º     | 9     |
| 8º   | 55 | Alejandro Medina   | Openbank Aspar             | 5    | +6,201   | 7º      | 8     |
| 9º   | 61 | Alessandro Zaccone | Trentino Gresini           | 5    | +11,875  | 13º     | 7     |
| 10º  | 35 | Lukas Tulovic      | Tech 3 E-Racing            | 5    | +12,435  | 15º     | 6     |
| 11º  | 18 | Xavier Cardelús    | Avintia Esponsorama Racing | 5    | +13,262  | 12º     | 5     |
| 12º  | 15 | Alex De Angelis    | OCTO Pramac                | 5    | +14,087  | 17º     | 4     |
| 13º  | 84 | Jakub Kornfeil     | WithU Motorsport           | 5    | +23.207  | 16º     | 3     |
| 14º  | 77 | Dominique Aegerter | Dynavolt Intact GP         | 5    | +59.643  | 5º      | 2     |

### Ritirati
| Nº | Pilota         | Squadra          | Giri | Griglia |
| -- | -------------- | ---------------- | ---- | ------- |
| 11 | Matteo Ferrari | Trentino Gresini | 0    | 2º      |
| 7  | Niccolò Canepa | LCR E-Team       | 0    | 6º      |
| 10 | Xavier Siméon  | LCR E-Team       | 0    | 8º      |

### Non partito
| Nº | Pilota         | Squadra                     | Griglia |
| -- | -------------- | --------------------------- | ------- |
| 27 | Mattia Casadei | Ongetta SIC58 Squadra Corse | 18º     |

## MotoE - gara 2

### Arrivati al traguardo
| Pos. | Nº | Pilota             | Squadra                     | Giri | Tempo     | Griglia | Punti |
| ---- | -- | ------------------ | --------------------------- | ---- | --------- | ------- | ----- |
| 1º   | 66 | Niki Tuuli         | Avant Ajo                   | 7    | 12'09.631 | 3º      | 25    |
| 2º   | 63 | Mike Di Meglio     | EG 0,0 Marc VDS             | 7    | +0,166    | 2º      | 20    |
| 3º   | 16 | Joshua Hook        | OCTO Pramac                 | 7    | +1,294    | 4º      | 16    |
| 4º   | 77 | Dominique Aegerter | Dynavolt Intact GP          | 7    | +2,353    | 14º     | 13    |
| 5º   | 11 | Matteo Ferrari     | Trentino Gresini            | 7    | +6,017    | 15º     | 11    |
| 6º   | 40 | Jordi Torres       | Pons Racing 40              | 7    | +6,490    | 1º      | 10    |
| 7º   | 7  | Niccolò Canepa     | LCR E-Team                  | 7    | +10,066   | 16º     | 9     |
| 8º   | 10 | Xavier Siméon      | LCR E-Team                  | 7    | +10,472   | 17º     | 8     |
| 9º   | 6  | María Herrera      | Openbank Aspar              | 7    | +10,663   | 7º      | 7     |
| 10º  | 18 | Xavier Cardelús    | Avintia Esponsorama Racing  | 7    | +11,101   | 11º     | 6     |
| 11º  | 35 | Lukas Tulovic      | Tech £ E-Racing             | 7    | +11,291   | 10º     | 5     |
| 12º  | 61 | Alessandro Zaccone | Trentino Gresini            | 7    | +12,327   | 9º      | 4     |
| 13º  | 27 | Mattia Casadei     | Ongetta SIC58 Squadra Corse | 7    | +20,842   | 18º     | 3     |
| 14º  | 15 | Alex De Angelis    | OCTO Pramac                 | 7    | +20,954   | 12º     | 2     |
| 15º  | 84 | Jakub Kornfeil     | WithU Motorsport            | 7    | +24,376   | 13º     | 1     |

### Ritirati
| Nº | Pilota           | Squadra                    | Giri | Griglia |
| -- | ---------------- | -------------------------- | ---- | ------- |
| 70 | Tommaso Marcon   | Tech 3 E-Racing            | 0    | 5º      |
| 51 | Eric Granado     | Avintia Esponsorama Racing | 0    | 6º      |
| 55 | Alejandro Medina | Openbank Aspar             | 0    | 8º      |